# 1704 az irodalomban
Az 1704. év az irodalomban.

## Új művek
- Jonathan Swift két szatírája (egy kötetben): A Tale of a Tub (Hordómese) és The Battle of the Books (Könyvek csatája).

## Születések

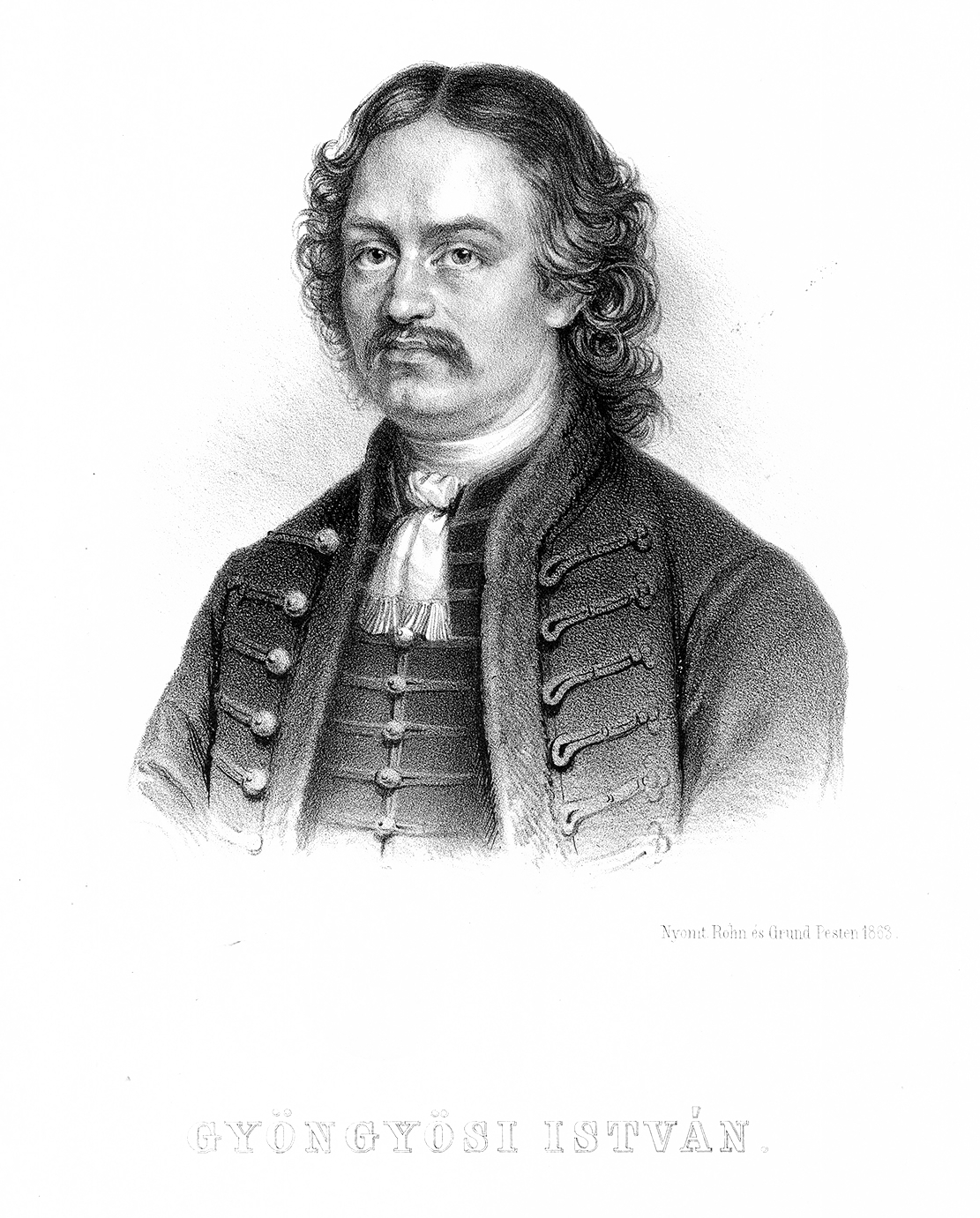
Gyöngyösi István

- március 25. – Faludi Ferenc jezsuita szerzetes, író, költő, műfordító, irodalmunkban a rokokó képviselője († 1779)

## Halálozások
- április 12. – Jacques-Bénigne Bossuet francia katolikus püspök, teológus, író (* 1627)
- július 24. – Gyöngyösi István, a magyar barokk ünnepelt költője (* 1629)
- október 28. – John Locke angol filozófus (* 1632)